# (63) Аузониа
(63) Аузониа (итал. Ausonia) — астероид главного пояса, который принадлежит к светлому спектральному классу S. Он был открыт 10 февраля 1861 года итальянским астрономом Аннибале де Гаспарисом в обсерватории Каподимонте, директором которой он являлся с 1864 по 1889 год, и назван словом Аузониа, являющимся древним поэтическим названием итальянского региона Кампания. Важно отметить, что спустя всего один месяц после открытия, 17 марта 1861 года было провозглашено Итальянское королевство.
В 1985 году на основе данных, полученных из кривой блеска планеты, группа итальянских астрономов предположила наличие у астероида небольшого естественного спутника, размером 90 х 60 х 55 км, находящегося на расстоянии в 100 км от Аузонии. Данная информация пока не нашла своего подтверждения. Среднее ускорение свободного падения на экваторе Аузонии оценивается в 2,88 см/сек², то есть гравитация здесь в 340 раз меньше, чем на Земле.
15 октября 2004 года с 01:59 до 02:02 по UTC наблюдалось покрытие Аузонией звезды TYC 1921-02606-1 над территорией России.